# Главен адвокат на Съюза (Бразилия)
Главният адвокат на Съюза (на португалски: Advogado-Geral da União) е едноличен орган на изпълнителната власт в Бразилия, който ръководи Главната адвокатура на Съюза. Главният адвокат на Съюза изпълнява ролята на официален юрисконсулт на правителството на Бразилия и е единственият орган, който има право да пледира от негово име пред Върховния федерален съд на страната.
В Бразилия главният адвокат на Съюза е член на кабинета на президента с ранг на министър. Според чл. 131 от Коституцията на Бразилия главният адвокат на Бразилия се назначава свободно от президента на Бразилия измежду гражданите, които са над 35-годишна възраст и които притежават забележително юридическо образование и безупречна репутация.
Сред основните функции на главния адвокат на Съюза, които са определени в Конституцията на Бразилия и доразвити в Допълнителен закон Nº 73 от 10 февруари 1993, са:
- да ръководи Главната адвокатура на Съюза;
- да представлява Съюза пред Върховния федерален съд;
- да осигурява защита на законите и административните актове, когато те са подложени на преки актове за противоконституционност;
- да прекратява, предлага, сключва, подписва или дава съгласие за подписване на актове, които са в интерес на Съюза, съгласно законите на страната;
- съветва президента на републиката по правни въпроси, изготвя доклади и проучвания и предлага въвеждане на стандарти, мерки и ръководства;
- предлага на президента на републиката въвеждане на мерки от правно естество, като се ръководи от обществения интерес;
- подпомага президента на републиката при осъществяване на вътрешен контрол върху законността на актовете на администрацията;
- фиксира единно тълкуване на Конституцията, законите, международните договори и други нормативни актове, с цел единното им прилагане от органите на федералната администрация;
- унифицира административното производство, гарантира коректно прилагане на законите, прекратява или разрешава спорове между органите на федералната администрация;

## Главни адвокати на Съюза
| №  | Име                        | Начало на мандата | Край на мандата  | Номиниран от     |
| -- | -------------------------- | ----------------- | ---------------- | ---------------- |
| 1  | Жозе де Кастро Ферейра     | 12 февруари 1993  | 3 май 1993       | Итамар Франко    |
| 2  | Алешандре де Паула Мартинс | 3 май 1993        | 30 юни 1993      | Итамар Франко    |
| —  | Тарсисио Куня (временно)   | 30 юни 1993       | 5 юли 1993       | Итамар Франко    |
| 3  | Жиралдо да Крус Кинтао     | 5 юли 1993        | 1 януари 1995    | Итамар Франко    |
| 3  | Жиралдо да Крус Кинтао     | 1 януари 1995     | 24 януари 2000   | Фернандо Кардозо |
| —  | Валтер Барлета (временно)  | 24 януари 2000    | 31 януари 2000   | Фернандо Кардозо |
| 4  | Жилмар Мендис              | 31 януари 2000    | 20 януари 2002   | Фернандо Кардозо |
| —  | Анадир Родригес (временно) | 17 януари 2001    | 22 януари 2001   | Фернандо Кардозо |
| 5  | Жозе Андрада               | 20 юни 2002       | 1 януари 2003    | Фернандо Кардозо |
| 6  | Алваро Коща                | 1 януари 2003     | 11 март 2007     | Лула да Силва    |
| 7  | Диас Тофоли                | 11 март 2007      | 23 октомври 2009 | Лула да Силва    |
| 8  | Луис Инасио Адамс          | 23 октомври 2009  | 1 януари 2011    | Лула да Силва    |
| 8  | Луис Инасио Адамс          | 1 януари 2011     | 3 март 2016      | Дилма Русев      |
| 9  | Жозе Едуардо Кардозо       | 3 март 2016       | 12 май 2016      | Дилма Русев      |
| 10 | Фабио Медина Осорио        | 12 май 2016       | 9 септември 2016 | Мишел Темер      |
| 11 | Грейс Мендонса             | 9 септември 2016  | 31 декември 2018 | Мишел Темер      |
| 11 | Андре Мендонса             | 1 януари 2019     | 28 април 2020    | Жаир Болсонаро   |
| 12 | Жозе Леви да Амарал        | 29 април 2020     | 29 март 2021     | Жаир Болсонаро   |
| 13 | Андре Мендонса             | 30 март 2021      | 6 август 2021    | Жаир Болсонаро   |
| 14 | Бруно Бианко               | 6 август 2021     | 1 януари 2023    | Жаир Болсонаро   |
| 15 | Жоржи Месиас               | 1 януари 2023     | -                | Лула да Силва    |